# Patinage de vitesse aux Jeux olympiques de 2018 – 500 mètres hommes
Navigation
Sotchi 2014 Pékin 2022
Le 500 mètres masculin de patinage de vitesse aux Jeux olympiques de 2018 a lieu le 19 février 2018 à l'Ovale de Gangneung.

## Programme
Tous les horaires correspondent à l'UTC+9.
| Date                  | Horaire |
| --------------------- | ------- |
| Lundi 19 février 2018 | 20 h 00 |

## Records
Avant cette compétition, les records dans cette discipline étaient les suivants :
| Record du monde  | 33 s 98 | Pavel Kulizhnikov  | Russie     | 20 novembre 2015 | Salt Lake City |
| Record olympique | 34 s 42 | Casey FitzRandolph | États-Unis | 11 février 2002  | Salt Lake City |

## Médaillés
| Or                                    | Argent                     | Bronze             |
| Håvard Holmefjord Lorentzen (Norvège) | Cha Min-kyu (Corée du Sud) | Gao Tingyu (Chine) |

## Résultats
| Rang | Patineur                    | Nationalité    | Couple | Ligne | Total    | Retard    | Notes  |
| ---- | --------------------------- | -------------- | ------ | ----- | -------- | --------- | ------ |
| 1    | Håvard Holmefjord Lorentzen | Norvège        | 16     | O     | 34 s 41  | —         | OR, TR |
| 2    | Cha Min-kyu                 | Corée du Sud   | 14     | O     | 34 s 42  | + 0 s 01  |        |
| 3    | Gao Tingyu                  | Chine          | 12     | I     | 34 s 65  | + 0 s 24  |        |
| 4    | Mika Poutala                | Finlande       | 18     | O     | 34 s 68  | + 0 s 27  |        |
| 5    | Daichi Yamanaka             | Japon          | 17     | I     | 34 s 78  | + 0 s 37  |        |
| 6    | Joji Kato                   | Japon          | 12     | O     | 34 s 831 | + 0 s 42  |        |
| 7    | Ronald Mulder               | Pays-Bas       | 16     | I     | 34 s 839 | + 0 s 42  |        |
| 8    | Nico Ihle                   | Allemagne      | 15     | O     | 34 s 89  | + 0 s 48  |        |
| 9    | Kai Verbij                  | Pays-Bas       | 17     | O     | 34 s 90  | + 0 s 49  |        |
| 10   | Jan Smeekens                | Pays-Bas       | 10     | O     | 34 s 930 | + 0 s 52  |        |
| 11   | Alex Boisvert-Lacroix       | Canada         | 18     | I     | 34 s 934 | + 0 s 52  |        |
| 12   | Kim Jun-ho                  | Corée du Sud   | 13     | I     | 35 s 01  | + 0 s 60  |        |
| 13   | Artur Waś                   | Pologne        | 15     | I     | 35 s 02  | + 0 s 61  |        |
| 14   | Tsubasa Hasegawa            | Japon          | 1      | I     | 35 s 08  | + 0 s 67  |        |
| 15   | Mitchell Whitmore           | États-Unis     | 10     | I     | 35 s 13  | + 0 s 72  |        |
| 16   | Mo Tae-bum                  | Corée du Sud   | 11     | O     | 35 s 154 | + 0 s 74  |        |
| 17   | Gilmore Junio               | Canada         | 14     | I     | 35 s 158 | + 0 s 74  |        |
| 18   | Laurent Dubreuil            | Canada         | 13     | O     | 35 s 16  | + 0 s 75  |        |
| 19   | Pekka Koskela               | Finlande       | 9      | O     | 35 s 192 | + 0 s 78  |        |
| 20   | Pedro Causil                | Colombie       | 6      | O     | 35 s 196 | + 0 s 78  |        |
| 21   | Daniel Greig                | Australie      | 1      | O     | 35 s 22  | + 0 s 81  |        |
| 22   | Ignat Golovatsiuk           | Biélorussie    | 5      | I     | 35 s 23  | + 0 s 82  |        |
| 23   | Jonathan Garcia             | États-Unis     | 7      | O     | 35 s 31  | + 0 s 90  |        |
| 24   | Stanislav Palkin            | Kazakhstan     | 6      | I     | 35 s 33  | + 0 s 92  |        |
| 25   | Artyom Krikunov             | Kazakhstan     | 2      | O     | 35 s 34  | + 0 s 93  |        |
| 26   | Kimani Griffin              | États-Unis     | 2      | I     | 35 s 38  | + 0 s 97  |        |
| 27   | Yang Tao                    | Chine          | 5      | O     | 35 s 41  | + 1 s 00  |        |
| 28   | Henrik Fagerli Rukke        | Norvège        | 8      | I     | 35 s 500 | + 1 s 09  |        |
| 29   | Joel Dufter                 | Allemagne      | 3      | O     | 35 s 506 | + 1 s 09  |        |
| 30   | Mirko Giacomo Nenzi         | Italie         | 4      | I     | 35 s 51  | + 1 s 10  |        |
| 31   | Xie Jianxuan                | Chine          | 4      | O     | 35 s 545 | + 1 s 13  |        |
| 32   | Mathias Vosté               | Belgique       | 3      | I     | 35 s 546 | + 1 s 13  |        |
| 33   | Piotr Michalski             | Pologne        | 11     | I     | 35 s 64  | + 1 s 23  |        |
| 34   | Sung Ching-yang             | Taipei chinois | 7      | I     | 35 s 86  | + 1 s 45  |        |
| 35   | Roman Krech                 | Kazakhstan     | 9      | I     | 35 s 92  | + 1 s 51  |        |
| 36   | Artur Nogal                 | Pologne        | 8      | O     | 58 s 71  | + 24 s 30 |        |

Légende: O = Couloir extérieur, I = Couloir intérieur